# Yaloké
Yaloké är en ort i Centralafrikanska republiken.   Den ligger i prefekturen Ombella-Mpoko, i den västra delen av landet, 190 km nordväst om huvudstaden Bangui. Yaloké ligger 720 meter över havet och antalet invånare är 13 608.
Terrängen runt Yaloké är platt. Det finns inga andra samhällen i närheten. 
I omgivningarna runt Yaloké växer huvudsakligen savannskog. Runt Yaloké är det mycket glesbefolkat, med 7 invånare per kvadratkilometer.